# یاروسلاو هوتکا
یاروسلاو هوتکا (انگلیسی: Jaroslav Hutka؛ زادهٔ ۲۱ آوریل ۱۹۴۷) ترانه‌سرا، نویسنده، آهنگساز، و شاعر اهل جمهوری چک است. او در اولوموتس به دنیا آمد و از فعالان حقوق بشر و دموکراسی است. او یکی از امضاء کنندگان منشور ۷۷ و اعلامیه پراگ سال ۲۰۰۸ دربارهٔ وجدان اروپا و کمونیسم است.
به دلیل آزار و اذیت از سوی کمونیستها، او در اکتبر ۱۹۷۸ چکسلواکی را ترک کرد و در هلند در تبعید زندگی کرد. پس از سقوط کمونیسم، در ۲۶ نوامبر ۱۹۸۹، او به کشور خود بازگشت.